# Hopsak
Hopsak (angl.: hopsack) je obchodní označení jednobarevné vlnařské tkaniny v zesílené atlasové vazbě.

Struktura panamové vazby hopsaku

Textilie má zrnitý povrch, vyrábí se z jemné mykané nebo česané příze.
Tkaniny z hopsaku se používají na pláště, kostýmy,  obleky a nábytkové potahy.
Anglický výraz hopsack pro jutový nebo lněný pytel na chmel používaný asi od 80. let 19. století byl později převzatý také pro vlněnou tkaninu s původně podobnou strukturou jako pytlovina.
- Podle jiné definice se u hopsaku jedná o výrobek ve zvláštní panamové vazbě.

Ve tkanině se spolu provazují dvě nebo více nití jak v osnově tak i v útku. Zatímco lícní strana je hladká, je rub obvykle počesaný. 
Nákres vpravo znázorňuje vzornici panamové vazby hopsaku se dvěma osnovními a dvěma útkovými nitěmi. (Vlevo dole je naznačena velikost střídy vazby).